# 秋月悌次郎
秋月 悌次郎（あきづき ていじろう、文政7年7月2日（1824年7月27日） - 明治33年（1900年）1月5日）は、日本の武士（会津藩士）、教育者。名は胤栄、字は子錫、号は韋軒。明治維新後は、胤永（かずひさ）と名乗る。婿養子・胤継は、漢学者（文学博士、第六高等学校教頭、懐徳堂講師）。

## 略歴
下総国発祥千葉氏の末裔である会津藩士・丸山胤道（150石）の次男として若松城下に生まれる。丸山家の家督は長男の胤昌が継ぎ、悌次郎は別家として秋月姓を称する。藩校・日新館に学び、南摩綱紀とともに藩内でも秀才として知られた。天保13年（1842年）に江戸に遊学し、私塾や昌平坂学問所などで学び、また薩摩・長州など諸国を渡る。
藩主・松平容保の側近として仕え、文久2年（1862年）に容保が幕府から京都守護職に任命されると、公用方に任命され、容保に随行して上洛。薩摩藩士・高崎左太郎らと計画を練り、会津藩と薩摩藩が結んだ宮中クーデターである八月十八日の政変を起こし、藩兵を率い、実質的指導者として活躍した。
後に佐幕派の反対を受け、慶応元年（1865年）には左遷されて会津藩外交の表舞台を去ることになり、蝦夷地代官となる。その後は再び召喚されて薩摩藩との関係修繕を試みるが失敗。
戊辰戦争では軍事奉行添役となり各地に出陣したが、専ら裏方として活動し、戦場で直接戦う機会は無かった。
降伏の際には手代木直右衛門とともに会津若松城を脱出し米沢藩へ赴き、その協力を得て官軍首脳へ降伏を申し出た。同時に小川亮、山川健次郎の2人の優秀な青年を、面識ある長州藩士の奥平謙輔に預けた。会津藩軍事面の重要な役に就いていた事もあり、猪苗代において謹慎し、明治元年（1868年）には会津戦争の責任を問われ終身禁固刑となるが、明治5年（1872年）に特赦によって赦免される。同年、新政府に左院省議として出仕し、第五高等学校（熊本大学の前身校）など各地の学校の教師となる、五高では小泉八雲と同僚であった。
晩年は東京に住み、明治33年（1900年）、75歳で死去。墓所は東京都港区の青山霊園。

## 人物
小泉八雲は、悌次郎の会津藩士としての熾烈な過去と、常に柔和で生徒の尊敬を集める人格を高く評価し「神が姿を表すとしたらこの老先生のような姿だろう」という意味のことを記述している。

## 秋月悌次郎を題材とした作品
- 中村彰彦『落花は枝に還らずとも 会津藩士・秋月悌次郎 （上下）』（中央公論新社、平成16年（2004年）/中公文庫、平成20年（2008年））、新田次郎文学賞受賞。

## 登場作品
テレビドラマ
- 『白虎隊』（1986年、日本テレビ系「日本テレビ年末時代劇スペシャル」第2作目、演：露口茂）

- 『新選組!』（2004年、NHK大河ドラマ、演：堀部圭亮）
- 『八重の桜』（2013年、NHK大河ドラマ、演：北村有起哉）

テレビアニメ
- 『ブッチギレ!』（2022年、声：石井康嗣）